# Universidad de Cienfuegos
La Universidad de Cienfuegos "Carlos Rafael Rodríguez" (UCF) es una institución de educación superior que se encuentra ubicada en la Provincia de Cienfuegos, Cuba. Fue fundada el 6 de diciembre de 1979 como "Instituto Superior Técnico de Cienfuegos" y está organizada en seis facultades.

## Historia
Esta Universidad tiene como antecedente el "Centro Universitario Jagua", fundado en 1956 bajo el auspicio de la Universidad Masónica José Martí, y que resultara clausurada por el gobierno revolucionario en diciembre de 1961. 
Su aparición soluciona algunos problemas a los estudiantes de la zona centro de la Isla, que anteriormente debían cursar estudios en otras universidades cubanas o del exterior.
En 1998, recibe el nombre de “Carlos Rafael Rodríguez”, un personaje central del gobierno revolucionario cubano de la segunda mitad del siglo XX.

## Organización
La universidad posee 6 facultades:
- Facultad de Ciencias Sociales y Humanístcas

- Facultad de Ciencias Económicas y Empresariales

- Facultad de Cultura Física

- Facultad de Ingeniería Mecánica

- Facultad de Ciencias Agrarias

- Facultad de Informática